# V803 Андромеды
V803 Андромеды (лат. V803 Andromedae) — двойная затменная переменная звезда типа W Большой Медведицы (EW)* в созвездии Андромеды на расстоянии приблизительно 1620 световых лет (около 497 парсеков) от Солнца. Видимая звёздная величина звезды — от +13,22m до +12,87m. Орбитальный период — около 0,3377 суток (8,1039 часа).

## Характеристики
Первый компонент — жёлтый карлик спектрального класса G. Радиус — около 1,25 солнечного, светимость — около 1,217 солнечной. Эффективная температура — около 5421 K.
Второй компонент — жёлтый карлик спектрального класса G.